# Stadtbezirk Huckarde

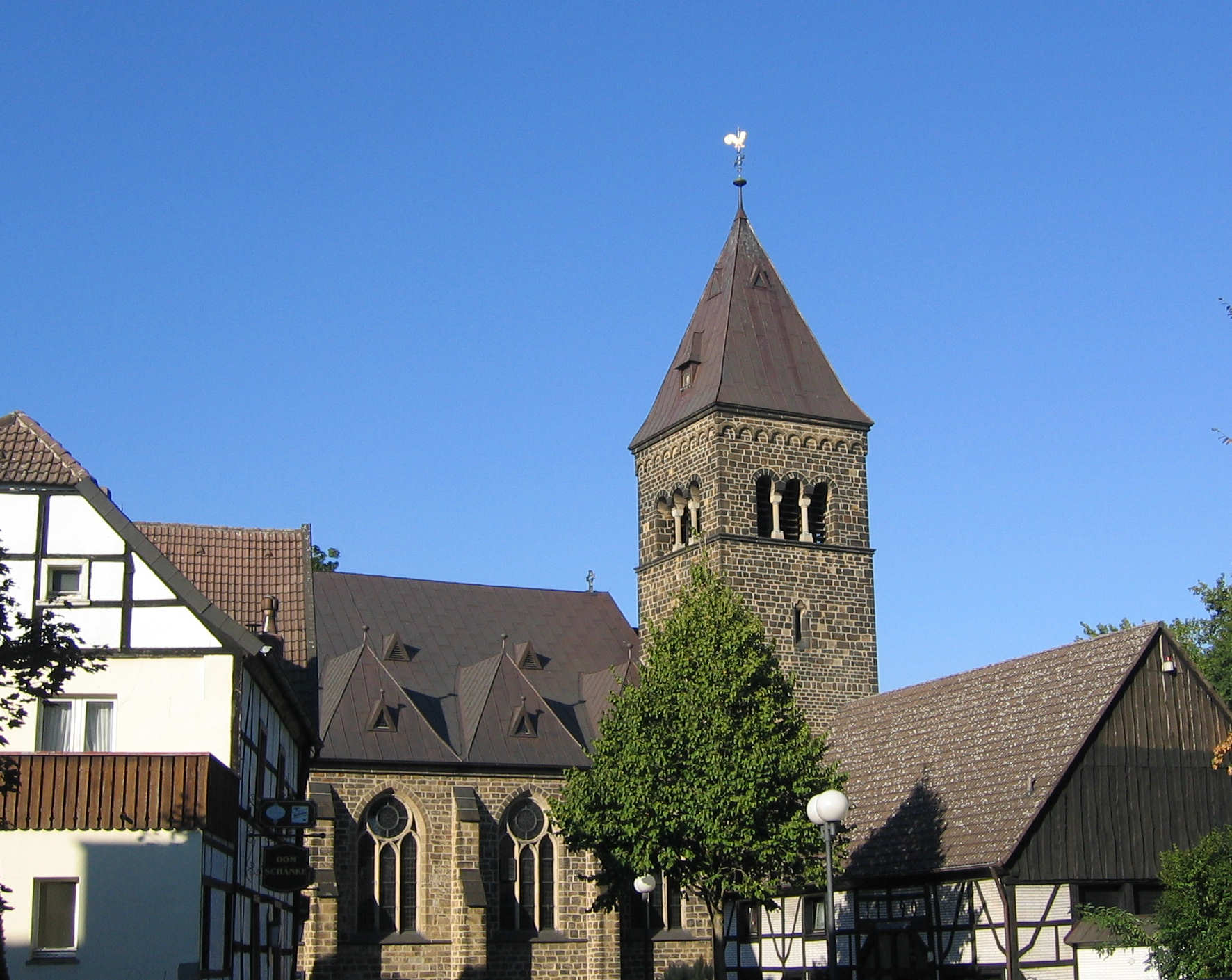
Die Urbanuskirche in Huckarde

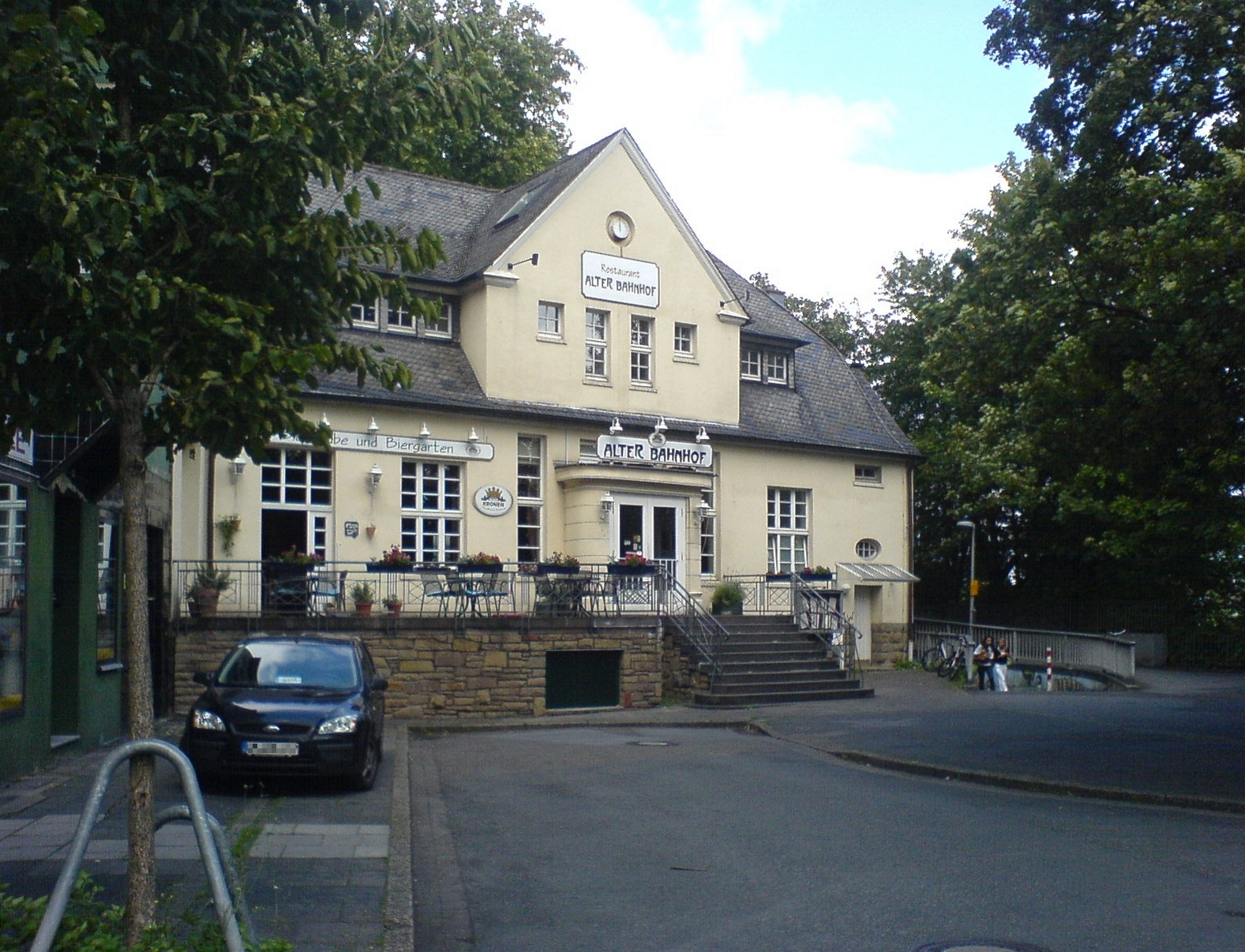
Bahnhof Huckarde

Huckarde ist ein Stadtteil und zugleich ein Stadtbezirk im Westen von Dortmund.
Erste Besiedlungen konnten in Huckarde, nahe der heutigen Oberfeldstraße, bis in die Zeit um Christi
Geburt nachgewiesen werden. In einer Urkunde des Stiftes Essen wird erwähnt, dass Hukretha um das Jahr
860 in den Besitz von Altfrid, Bischof von Hildesheim und Gründer des Stiftes, übergeht. Bei dem Bau eines Brunnens wird im Jahr 1810 in dem bis dahin rein landwirtschaftlich geprägten Stadtteil erstmals Steinkohle gefunden. Mit der Gründung der 1980 stillgelegten Zeche Hansa im Jahre 1855 begann auch in Huckarde das Industriezeitalter. 1914 wurde Huckarde in die Stadt Dortmund eingemeindet.
Seit 1892 ist der Stadtteil an die Emschertalbahn angebunden. 1908 erhielt Huckarde einen repräsentativen Personenbahnhof.
Huckarde ist heute (2024) mit 36.331 Einwohnern auf 1500 Hektar einer der kleinsten Stadtbezirke in Dortmund. Trotz der teilweise hohen Bevölkerungsdichte von 23,9 Einwohnern/ha bietet Huckarde heute mit dem Rahmer Wald, dem Freizeitzentrum Revierpark Wischlingen und dem Deusenberg im benachbarten Ortsteil Deusen ausreichende Flächen zur Naherholung. Für Besucher könnte auch die stillgelegte Kokerei Hansa interessant sein. Sie ist heute für Besucher geöffnet, die an vergangener industrieller Geschichte interessiert sind. Besonders interessant sind hier die Routen, die unter Führung erkundet werden können, da ein Großteil komplett erhalten geblieben ist. Lediglich der Gasometer der Kokerei wurde am 17. Dezember 2005 gesprengt.
Zum Stadtbezirk Huckarde gehören heute die Stadtteile Huckarde, Deusen, Rahm, Jungferntal, Kirchlinde, Hangeney und Wischlingen.

## Statistik
Struktur der Bevölkerung:
- Bevölkerungsanteil der unter 18-Jährigen: 17,6 % [Dortmunder Durchschnitt: 16,2 % (2018)][2]
- Bevölkerungsanteil der mindestens 65-Jährigen: 19,3 % [Dortmunder Durchschnitt: 20,2 % (2018)][3]
- Ausländeranteil: 19,1 % [Dortmunder Durchschnitt: 22,3 % (2024)][4]
- Arbeitslosenquote: 12,2 % [Dortmunder Durchschnitt: 11,0 % (2017)][5]

## Geografische Lage
Der Ort liegt auf einer Höhe von 75 m ü. NN.

## Kultur und Sehenswürdigkeiten

### Bauwerke
Die Denkmalliste der Stadt Dortmund umfasst im Stadtbezirk Huckarde 37 Baudenkmale, darunter acht Wohnhäuser, acht landwirtschaftliche Gebäude, sechs Industrieanlagen, vier Wohn- und Geschäftshäuser, vier Sakralbauten, vier Kleindenkmale, zwei Friedhöfe und eine Verkehrsanlage.
Als wichtige Sehenswürdigkeit ist insbesondere die Kokerei Hansa mit Resten der Zeche Hansa zu nennen, welche im Zuge der IGA 2027 in den "Zukunftsgarten Emscher nordwärts" zwischen Dorstfeld und Nette integriert werden sollen.
Historisch bemerkenswert ist zudem die Urbanuskirche, welche aus zwei Bauabschnitten (13. Jahrhundert sowie 1899) in unterschiedlichen Baustilen besteht und die älteste Glocke Westfalens enthält.